# 山田穣 (貴族院議員)
山田 穣（やまだ ゆたか / みのる、1842年（天保13年7月）- 1892年（明治25年）5月6日）は、明治期の地主、政治家。貴族院多額納税者議員。旧姓・蒲、幼名・幸輔。

## 経歴
越前国今立郡東庄境村（福井県今立郡南中山村、粟田部町、今立町を経て現越前市）で素封家・蒲家に生まれ、文久2年（1862年）越前国坂井郡一本田村（坂井郡丸岡町を経て現坂井市）の同国屈指の豪農・山田穆斎の養子となる。
明治5年（1872年）足羽県坂井郡副長に就任し、敦賀県第57大区区長、第15大区副区長兼学区取締を務めた。1875年（明治8年）地租改正の総代人となりその事務に従事した。
1880年（明治13年）石川県会議員に当選し、福井置県後は福井県会議員に選出され同議長、同常置委員も務めた。1884年（明治17年）八ツ口村外12ヵ村戸長に就任し、高椋村会議員も務めた。1890年（明治23年）9月29日、貴族院多額納税者議員に任じられ、在任中に死去した。

## 親族
- 長男 山田斂（貴族院多額納税者議員）[1]